# Ambulocet

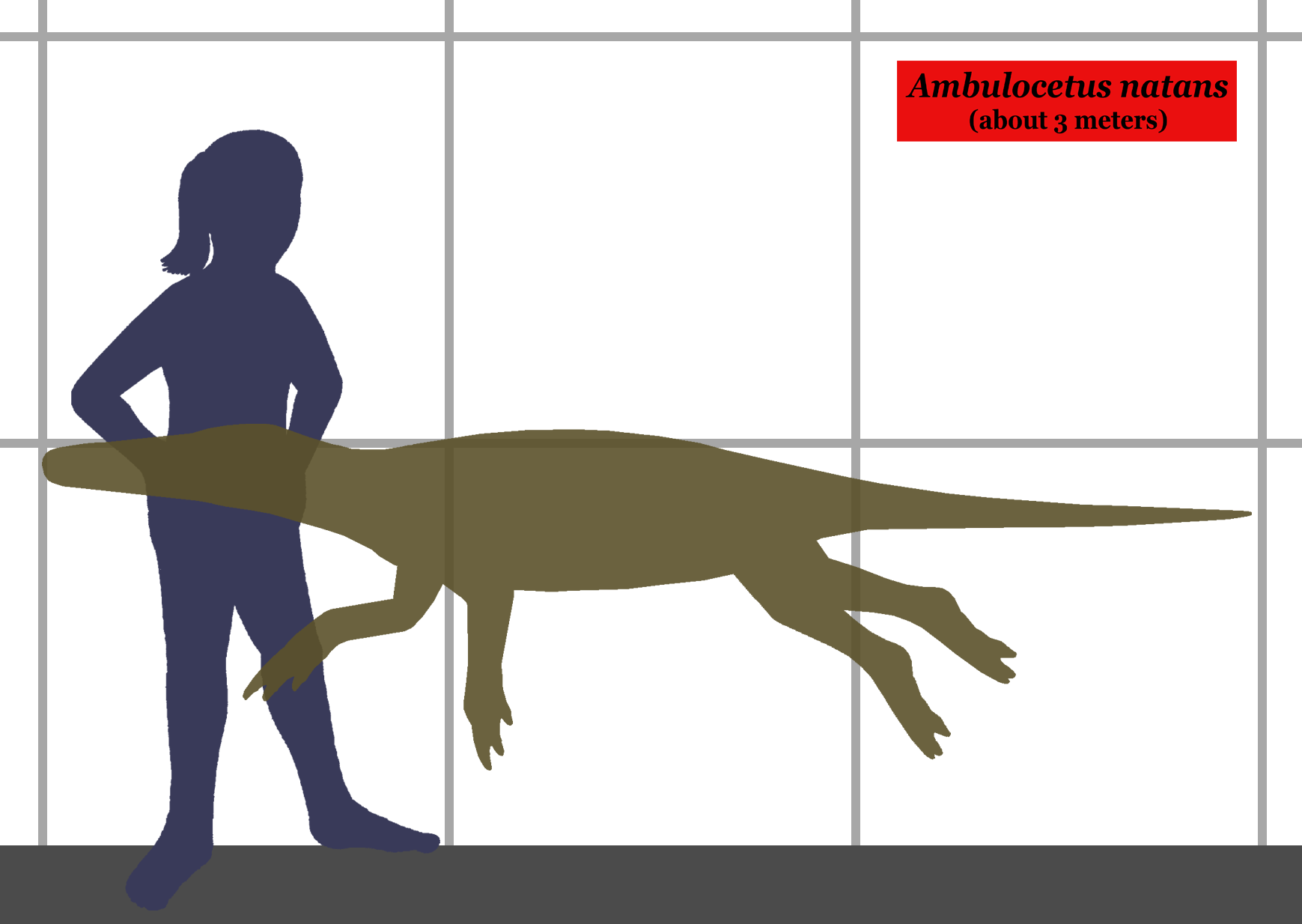
Ambulocet w porównaniu do człowieka

Ambulocet (Ambulocetus) – wymarły rodzaj ssaka, walenia wiodącego częściowo lądowy tryb życia.

## Historia
Skamieniałości odkryto w Pakistanie, Pendżabie, 3,7 km na północny zachód od Ganda Kas, współrzędne: 33°39'N, 072°12'20"E. Spoczywały one w skałach formacji Kuldana, w której w przeszłości znaleziono szczątki Pakicetus. Jednakże pozostałości nowego rodzaju spoczywały 120 m wyżej, w górnych jej warstwach powstałych we wczesnym i środkowym eocenie, wśród mułowców, a także w skałach przejściowych do wyższej formacji Kohat. Wydobyte skamieniałości przetransportowano do Geological Survey of Pakistan w Islamabadzie.

## Budowa
Thewissen i inni porównują wielkość odkrytego przez siebie zwierzęcia do samca uchatki patagońskiej. Masę jego ciała szacują na 300 kg. Późniejsze oszacowania podają inne wartości. Wykorzystanie korelacji pomiędzy masą ciała a wymiarami zębów wskazuje na 250 kg. Podobne szacunki wynikają z pomiarów czaszki. Natomiast pomiary długości kości udowej, łokciowej i nadgarstka wskazują na znacznie mniejsze wartości między 51 a 86 kg. Jednakże już uwzględnienie zamiast długości obwodu i przekroju kości udowej oraz długości kości śródstopia prowadzi do zupełnie innych wyników między 141 a 235 kg. Oszacowanie Gingericha podające na podstawie wielkości kręgów 720 kg zostało uznane przez Thewissena za niewiarygodne.
Kreatorzy rodzaju wskazują na występowanie u Ambulocetus cech przejściowych pomiędzy czworonożnymi kręgowcami lądowymi a posiadającymi płetwy zamieszkującymi morza waleniami.
Thewissen i inni wskazują na długie kręgi szyjne, o trzycentymetrowym trzonie, oraz na kręgi piersiowe o krępych wyrostkach kolczystych oraz wgłębionych wyrostkach poprzecznych. Za życia wgłębienia takie formowały się dzięki przyczepom mięśni prostowników. U dzisiejszych waleni odchodzi od wyrostków poprzecznych tych kręgów mięsień najdłuższy. Badacze wspominają dalej jedyny zachowany kręg lędźwiowy, szeroki, o słabo wykształconym wyrostku kolczystym, w przeciwieństwie do wyrostków poprzecznych, których za życia czepiały się mięśnie prostowniki i zginacze. Zachował się także pojedynczy wydłużony kręg ogonowy. Thewissen i inni przywołują jednak obecność licznych kręgów ogona u prymitywnych waleni. Wnioskują z kształtu kręgu, że Ambulocetus miał długi ogon.
Kość promieniowa i kość łokciowa są dobrze zbudowane. Trójkątna głowa kości promieniowej ograniczała zakres możliwych ruchów przedramienia, ułożonego zawsze w półpronacji. Kreatorzy rodzaju opisują dalej wielki wyrostek łokciowy, olecranon, zajmujący jedną trzecią kości i skierowany nieco ku tyłowi. Stanowił przyczep mięśnia trójgłowego, umożliwiającego silne prostowanie w stawie łokciowym. Ruchomością tegoż stawu różni się Ambulocetus od współczesnych waleni.
W nadgarstku Thewissen i inni zwracają uwagę na wystającą na 4,5 cm kość grochowatą. Dzięki przyczepowi łokciowego zginacza nadgarstka umożliwiało to silne zginanie nadgarstka. Dystalnie od niego leżała długa i szeroka ręka, kończąca się pięcioma palcami, różnorodnej budowy, na dowód czego badacze przytaczają różną budowę kolejnych stawów śródręczno-paliczkowych. Pierwsza kość śródręcza mierzy 5,2 cm, kciuk jest krótki i smukły. Mierzy 4,3 cm. Druga kość śródręcza mierzy 7,6 cm, trzecia 10,5 cm, czwarta 10,2 cm. Najlepiej poznano ostatni, piąty promień, budowany przez kości następującej długości: kość śródręcza 5,3 cm, paliczek proksymalny 6,5 cm, paliczek środkowy 4,7 cm.
Kość udową, długości 28 cm, określają Thewissen i inni jako krępą i krótką. Nie wyróżnia się żadnymi wyrostkami mogącymi stanowić przyczepy mięśni. Jedynie w dole krętarzowym przyczepiały się mięśnie rotujące bocznie kończynę w stawie biodrowym. Dalszy koniec kości jest wąski, podobnie jak następująca dalej kość piszczelowa i jeszcze dalsza kość skokowa. W stawach kolanowych i skokowym ruchy zachodziły głównie w płaszczyźnie strzałkowej. Kończyna dolna kończy się stopą, którą kreatorzy rodzaju opisują jako ogromną. Czwarta kość śródstopia mierzy bowiem 14,5 cm, a następujący po niej palec jest jeszcze dłuższy, osiągając długość 17 cm. Piąty palec jest tylko nieco krótszy, choć mniej potężny. Palce kończą się kopytkami, Thewissen i inni porównują je do kopytek występujących u Mesonychia. W czasach odkrycia Ambulocetus uznawano bowiem, że walenie pochodzą od Mesonychia, mimo że już w 1994 Graur i Higgins opublikowali wyniki badań genetycznych przeczących rozpowszechnionemu poglądowi, jakoby walenie były jedynie krewnymi parzystokopytnych.

## Poruszanie się
Jego budowa wskazuje na możliwość przemieszczania się zarówno na lądzie, jak i w wodzie. Na lądzie budowa stawu łokciowego zmuszająca przedramię do połowicznego nawrócenia powodowała rozcapierzenie na zewnątrz dużych rąk. Inaczej przeszkadzałyby sobie wzajemnie podczas chodu. Przy odwiedzeniu ramienia i wyproście nadgarstka Thewissen i in. porównują posturę opisanego przez siebie zwierzęcia do współczesnych uchatkowatych. Mięsień trójgłowy ramienia i mięsień zginacz łokciowy nadgarstka rozwijały znaczne siły, podczas chodu współpracując z cofającym się ramieniem. Kończyny tylne podczas chodu były odwiedzone i zrotowane bocznie, co zapewniały silne mięśnie rotatory boczne biodra, pociągające za dół międzykrętarzowy. Staw kolanowy i skokowy górny umożliwiały ruch w pojedynczej płaszczyźnie. Zwierzę podczas chodu prostowało grzbiet, co nasuwa kreatorom rodzaju skojarzenie z kotikiem.
Przednie łapy służyły głównie manewrowaniu w wodzie, jak i u dzisiejszych waleni. Tylne kończyny miały słabe mięśnie, co kontrastowało z dużą powierzchnią stopy, mogącą odpychać się od wody. Siła pochodziła więc raczej z mięśni grzbietu, zginaczy, a sposób pływania przypominał spotykany u fokowatych, jednak tylko do pewnego stopnia. Fokowate wyginają swe ciało na boki. Budowa kręgów odcinka lędźwiowego wskazuje, że Ambulocetus pływał, wyginając kręgosłup w kierunku grzbietowo-brzusznym. Podobnie czynią dzisiejsze walenie. Odróżniał go jednak od nich długi ogon, którego prawdopodobnie nie wieńczyła płetwa ogonowa. Sposób pływania zwierzęcia porównuje się też do wydry, u której jednak większa część napędu pochodzi z ogona.
Ambulocetus należy do szeregu form przejściowych prowadzących od całkowicie lądowych ssaków kopytnych przez zwierzęta coraz bardziej przystosowane do wodnego trybu życia aż do współczesnych, spędzających całe życie w wodzie waleni. Uważa się to za jeden z najlepiej udokumentowanych przykładów makroewolucji.

## Etymologia
Ambulocetus: łac. ambulo „chodzić”; cetus „potwór morski, wieloryb”, od gr. κητος kētos „wieloryb, potwór morski”.

## Rozmieszczenie geograficzne i paleoekologia
Skamieniałości odkryto w Pakistanie, Pendżabie, 3,7 km na północny zachód od Ganda Kas, współrzędne 33°39'N, 072°12'20"E. Spoczywały one w skałach formacji Kuldana, w której w przeszłości znaleziono szczątki Pakicetus. Jednakże pozostałości nowego rodzaju spoczywały 120 m wyżej, w górnych jej warstwach powstałych we wczesnym i środkowym eocenie, wśród mułowców, a także w skałach przejściowych do wyższej formacji Kohat. W otaczających szczątki Ambulocetus skałach znaleziono pozostałości mięczaków morskich, zwłaszcza zaś liczne Turritella, a także odciski liści. Wydaje się, że ciało zmarłego zwierzęcia spoczęło w płytkim morzu.